# Pilníkov
Pilníkov – miasto w Czechach, w kraju hradeckim. 
Według danych z 1 stycznia 2024, liczba mieszkańców miasta wynosi 1206 osób (1257. miejsce w kraju wśród miejscowości; 564. miejsce wśród miast).
W mieście jest stacja kolejowa Pilníkov.

## Demografia
| Rok             | 2008 | 2016 | 2024 |
| --------------- | ---- | ---- | ---- |
| Liczba ludności | 1179 | 1244 | 1206 |